# تلیپینوس
تلیپینوس (Telipinus یا Telepinus) که در سده ۱۶ پیش از میلاد می‌زیست، آخرین شاه سلسله قدیمی هیتی‌هاست.
او قدرت را در یک دوران پرکشمکش و آشوب به دست آورد. به همین دلیل کوشید تا به بی نظمی و بی قانونی پایان دهد و قواعد جایگزینی را نیز سامان بخشد. در همین راستا، او فرمان تلیپینوس (Edict of Telipinus) را صادر کرد که یکی از بهترین منابع برای فهم حقوق هیتی‌ها در پادشاهی قدیم است.